# Người Kalmyk
Người Kalmyk (tiếng Kalmyk: Хальмгуд, Xaľmgud, tiếng Mông Cổ: Халимагууд, đã Latinh hoá: Halimaguud, tiếng Nga: Калмыки, đã Latinh hoá: Kalmyki) là một nhóm người Oirat mà tổ tiên đã di cư đến Nga từ Dzungaria năm 1607.
Người Kalmyk đã từng thành lập và xây dựng Hãn quốc Kalmyk ở lãnh thổ Bắc Kavkaz từ năm 1630–1724. Ngày nay họ chiếm đa phần dân cư của nước cộng hòa tự trị Kalmykia bên bờ tây biển Caspi. Với sự di cư, những cộng đồng người Kalmyk nhỏ đã xuất hiện ở Hoa Kỳ, Pháp, Đức, và Cộng hòa Séc. Họ được xem là người Mông Cổ theo phân loại rộng.
Theo Joshua Project năm 2019 tổng số người Kalmyk-Oirat là 648 ngàn, có mặt ở 7 quốc gia.